# Сама (Гомер)
Сама (др.-греч. Σάμη, Same), также известная как Самос (Зам, др.-греч. Σάμος) — древнегреческое название острова в Ионическом море, недалеко от Итаки и Кефалинии. В «Одиссее» Гомера Сама описывается как часть царства Одиссея вместе с Итакой, Дулихием и Закинфом. Во второй книге «Илиады», в каталоге кораблей, содержит другой список островов, составляющих царство Одиссея. Сама упоминается вместе с Итакой, Неритом, Крокилеей, Эгилипой и Закинфом, что указывает на то, что «каталог кораблей» может быть более поздним дополнением к «Илиаде».
В «Одиссее» есть следующее географическое описание:
Шли, неизбежную мысленно смерть Телемаху готовя.

Есть на равнине соленого моря утесистый остров

Между Итакой и Замом гористым; его именуют

Астером; он невелик; корабли там приютная пристань

С двух берегов принимает. Там стали на страже ахейцы.

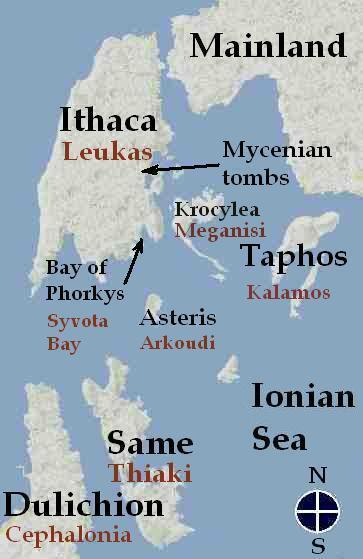
Карта гомеровской Итаки согласно теории Дёрпфельда

Из приведённого выше отрывка следует, что гомеровская Сама — это не греческий остров Самос в восточном Эгейском море, а она должна была находиться в Ионическом море, недалеко от гомеровской Итаки, и между двумя островами должен быть по меньшей мере один скалистый остров. Кроме того, этот скалистый остров должен быть расположен к югу от гомеровской Итаки, куда Телемах прибыл с юго-запада Пелопоннеса. Основываясь на приведённых выше сведениях, Вильгельм Дёрпфельд в своём эссе «Alt-Ithaka: Ein Beitrag zur Homer-Frage» предположил, что Самой Гомера была современная Итака.
Другие исследователи подробно рассматривают теорию Дёрпфельда. Гукооп относит «Саму» к Итаке, остров «Астер» к Аркудиону, островку между Кефалинией и Итакой, а «пристань, посвящённую Форку,» к бухте Асос на Эрисосе, северном полуострове Кефалинии.
Младшая сестра Одиссея, Ктимена, прибыла на Саму, чтобы выйти замуж за Еврилоха за огромный выкуп за невесту.
Один из женихов, Ктесипп с Самы, описывается в «Одиссее» как «человек, который не имел понятия о добре и зле», бросивший коровью ногу в сторону переодетого Одиссея в качестве подачки.